# Lotus mascaensis
El corazoncillo de Masca (Lotus mascaensis) es una especie perteneciente a la familia Fabaceae endémica de la isla de Tenerife, en el archipiélago canario.

## Distribución
La especie solo consta de un área de ocupación de 3,25 km², repartidos entre diversos núcleos de población muy próximos. Todos ellos se encuentran en el Macizo de Teno. Estas poblaciones se encuentran en: Tarucho-Masca, barranco de Masca, Guergues, los Roques, Taburco y Abache. Se encuentra en zonas rupícolas o en zonas de matorral abierto junto a retamas y tabaibas rojas.